# Alexei Roshchyn
Alexei Roshchyn (belarussisch Аляксей Рощынь, deutsche Transkription aus dem Belarussischen Aljaksej Roschtschyn; * 20. März 1985 in Minsk, Belarus) ist ein ehemaliger belarussisch-spanischer Eishockeyspieler und heutiger Schiedsrichter, der beim CH Jaca in der spanischen Superliga unter Vertrag stand.

## Karriere
Alexei Roshchyn, dessen Vater Jauhen 1998 für Belarus an den Olympischen Winterspielen in Nagano teilnahm, stand in der Spielzeit 2007/08 in der spanischen Superliga für den CH Jaca auf dem Eis. Anschließend spielte er zwei Jahre für den CPLV Dismeva aus Valladolid in der zweiten spanischen Liga, bevor er 2010 seine Karriere beendete.

### International
Nach seiner Einbürgerung stand der gebürtige Belarusse Roshchyn bei den Weltmeisterschaften der Division II 2008, 2009 und 2010 im spanischen Aufgebot, wobei 2010 der Aufstieg in die Division I gelang. Zudem vertrat er seine Farben beim Qualifikationsturnier für die Olympischen Winterspiele in Vancouver 2010.

### Schiedsrichter
Nach dem Ende seiner aktiven Laufbahn widmete sich Roshchyn als Schiedsrichter weiterhin dem Eishockey. Neben seinen Einsätzen in der spanischen Superliga wird er auch international in den unteren Divisionen bei den Weltmeisterschaften der Herren sowie der U18- und U20-Junioren eingesetzt.

## Erfolge und Auszeichnungen
- 2010 Aufstieg in die Division I bei der Weltmeisterschaft der Division II